# Hans Bühler
Hans Bühler (n. 12 aprilie 1893, Winterthur, cantonul Zürich, Elveția – d. 1 iunie 1967, Berg am Irchel⁠(d), cantonul Zürich, Elveția) a fost un colecționar de artă ce a reprezentat Elveția, medaliat olimpic. A participat la o ediție a Jocurilor Olimpice (1924) în care a câștigat o medalie de argint.

## Participări
Lista de mai jos prezintă principalele competiții la care a participat Hans Bühler de-a lungul carierei.
- equestrian at the 1924 Summer Olympics – team jumping[*]